# Eerste luitenant Tom Krist-viaduct
Het Eerste luitenant Tom Krist-viaduct is een viaduct in de autosnelweg A65 tussen Berkel-Enschot en de buurtschap Heukelom in de gemeente Tilburg.
Het viaduct voert over de Bosscheweg is onderdeel van afrit 2 van de A65 en werd in 1966 in gebruik genomen onder de naam Viaduct Heukelomseweg.
In juni 2020 is het viaduct vernoemd naar de op 12 juli 2007 tijdens de Task Force Uruzgan omgekomen eerste luitenant bij de Koninklijke Landmacht Tom Krist. Op 7 april 2022 is het naambord onthuld door burgemeester Weterings en een zus van Krist.